# SunOS
SunOS és una versió del sistema operatiu Unix desenvolupada per Sun Microsystems per les seves estaciós de treball i servidors. El nom SunOS és normalment només utilitzat per referir-se a les versions 1.0 a 4.1.4 de SunOS. Aquestes versions es basaven en BSD, mentre que la versió SunOS 5.0 i posteriors estan basades en UNIX System V Release 4, i són comercialitzats sota la marca Solaris.

## Història
| Versió SunOS    | Data de sortida | Codi base                              | Descripció |
| --------------- | --------------- | -------------------------------------- | --- |
| Sun UNIX 0.7    | 1982            | UniSoft UNIX v7                        | Subministrat amb el sistema Sun-1 basat en Motorola 68000                                                                                           |
| SunOS 1.0       | 1983            | 4.1BSD                                 | Suport als sistemes Sun-1 i Sun-2 basats en Motorola 68010                                                                                          |
| SunOS 1.1       | Abr 1984        | 4.1BSD                                 | |
| SunOS 1.2       | Gen 1985        | 4.1BSD                                 | |
| SunOS 2.0       | Maig 1985       | 4.2BSD                                 | Introduïda la capa de sistema de fitxers virtuals (VFS) i el protocol NFS                                                                           |
| SunOS 3.0       | Feb 1986        | 4.2BSD + System V IPC                  | Va coincidir amb l'alliberament de la sèrie Sun-3 basada en el 68020. Cinta opcional System V va oferir utilitaris i llibreries de desenvolupament. |
| SunOS 3.2       | Sep 1986        | Igual que la 3.0, més un poc de 4.3BSD | Primer suport per la sèrie Sun-4 |
| SunOS 3.5       | Gen 1988        | Igual que la 3.0, més un poc de 4.3BSD | |
| SunOS 4.0       | Des 1988        | 4.3BSD amb System V IPC                | Nou sistema de memòria virtual, vinculació dinàmica, muntador automàtic i STREAMS I/O de System V. Suport Sun386i.                                  |
| SunOS 4.0.1     | 1988            | 4.3BSD amb System V IPC                | |
| SunOS 4.0.2     | Set 1989        | 4.3BSD amb System V IPC                | Només Sun386i |
| SunOS 4.0.3     | Maig 1989       | 4.3BSD amb System V IPC                | |
| SunOS 4.0.3c    | Jun 1989        | 4.3BSD amb System V IPC                | Només SPARCstation 1 (Sun-4c) |
| SunOS 4.1       | Mar 1990        | 4.3BSD amb System V IPC                | |
| SunOS 4.1e      | Abr 1991        | 4.3BSD amb System V IPC                | Només Sun-4e |
| SunOS 4.1.1     | Mar 1990        | 4.3BSD amb System V IPC                | Subministrat amb OpenWindows 2.0 |
| SunOS 4.1.1B    | Feb 1991        | 4.3BSD amb System V IPC                | |
| SunOS 4.1.1.1   | Jul 1991        | 4.3BSD amb System V IPC                | |
| SunOS 4.1.1_U1  | Nov 1991        | 4.3BSD amb System V IPC                | Només Sun-3/3x |
| SunOS 4.1.2     | Des 1991        | 4.3BSD amb System V IPC                | Suport per a sistemes multiprocessador (SPARCserver 600MP); primera versió només CD-ROM                                                             |
| SunOS 4.1.3     | Ago 1992        | 4.3BSD amb System V IPC                | |
| SunOS 4.1.3C    | Nov 1993        | 4.3BSD amb System V IPC                | Només SPARCclassic/SPARCstation LX |
| SunOS 4.1.3_U1  | Des 1993        | 4.3BSD amb System V IPC                | |
| SunOS 4.1.3_U1B | Feb 1994        | 4.3BSD amb System V IPC                | Primera versió per a la qual pedaços per al problema de l'any 2000 van estar disponibles                                                            |
| SunOS 4.1.4     | Nov 1994        | 4.3BSD amb System V IPC                | Darrera versió de SunOS 4 |
| SunOS 5.x       | Jun 1992 -      | SVR4                                   | Vegeu Solaris |